# Malteška Premier liga

Malteška Premier liga (malteško: Premier League Malti) je malteška nogometna liga. Malteška 1. liga ali Malteška Premier liga  je najboljša liga na Malti,ki šteje 12 klubov.Pod tem imenom (Malteška Premier liga) igrajo od sezone 1980/81.Sezona traja od avgusta do maja.Igrajo se po štiri tekme, vsak z vsakim (22 krogov). Potem šest prvouvrščenih klubov (1-6)  igra ligo za prvaka, druga šesterica klubov (7-12) igra ligo za obstanek. Zadnja dva kluba (11 in 12) izpadeta iz lige. Prvak si pribori uvrstitev v drugi krog kvalifikacij za Ligo Prvakov.Medtem pa drugouvrščeni in tretjeuvršeni moštvi zadnjega prvenstva izborijo uvrstitev v  Evropsko ligo.Trenutni prvak je Valletta,rekorder po naslovih prvaka pa je klub Sliema Wanderers z 26 naslovi prvakov. Na 98 prvenstvih je doslej 9 različnih klubov osvojilo naslov DP na Malti.

## Vsi dosedanji prvaki Malte
- 1909–10: Floriana
- 1910–11: NI BILO PRVENSTVA
- 1911–12: Floriana
- 1912–13: Floriana
- 1913–14: Hamrun Spartans
- 1914–15: Valletta United
- 1915–16: NI BILO PRVENSTVA
- 1916–17: St. George's
- 1917–18: Hamrun Spartans
- 1918–19: NI BILO PRVENSTVA
- 1919–20: Sliema Wanderers
- 1920–21: Floriana
- 1921–22: Floriana
- 1922–23: Sliema Wanderers
- 1923–24: Sliema Wanderers
- 1924–25: Floriana
- 1925–26: Sliema Wanderers
- 1926–27: Floriana
- 1927–28: Floriana
- 1928–29: Floriana
- 1929–30: Sliema Wanderers
- 1930–31: Floriana
- 1931–32: Valletta United
- 1932–33: Sliema Wanderers
- 1933–34: Sliema Wanderers
- 1934–35: Floriana
- 1935–36: Sliema Wanderers
- 1936–37: Floriana
- 1937–38: Sliema Wanderers
- 1938–39: Sliema Wanderers
- 1939–40: Sliema Wanderers
- 1940–44: NI BILO PRVENSTVA ZARADI  2 SVETOVNE VOJNE
- 1944–45: Valletta
- 1945–46: Valletta
- 1946–47: Hamrun Spartans
- 1947–48: Valletta
- 1948–49: Sliema Wanderers
- 1949–50: Floriana
- 1950–51: Floriana
- 1951–52: Floriana
- 1952–53: Floriana
- 1953–54: Sliema Wanderers
- 1954–55: Floriana
- 1955–56: Sliema Wanderers
- 1956–57: Sliema Wanderers
- 1957–58: Floriana
- 1958–59: Valletta
- 1959–60: Valletta
- 1960–61: Hibernians
- 1961–62: Floriana
- 1962–63: Valletta
- 1963–64: Sliema Wanderers
- 1964–65: Sliema Wanderers
- 1965–66: Sliema Wanderers
- 1966–67: Hibernians
- 1967–68: Floriana
- 1968–69: Hibernians
- 1969–70: Floriana
- 1970–71: Sliema Wanderers
- 1971–72: Sliema Wanderers
- 1972–73: Floriana
- 1973–74: Valletta
- 1974–75: Floriana
- 1975–76: Sliema Wanderers
- 1976–77: Floriana
- 1977–78: Valletta
- 1978–79: Hibernians
- 1979–80: Valletta
- 1980–81: Hibernians
- 1981–82: Hibernians
- 1982–83: Hamrun Spartans
- 1983–84: Valletta
- 1984–85: Rabat Ajax
- 1985–86: Rabat Ajax
- 1986–87: Hamrun Spartans
- 1987–88: Hamrun Spartans
- 1988–89: Sliema Wanderers
- 1989–90: Valletta
- 1990–91: Hamrun Spartans
- 1991–92: Valletta
- 1992–93: Floriana
- 1993–94: Hibernians
- 1994–95: Hibernians
- 1995–96: Sliema Wanderers
- 1996–97: Valletta
- 1997–98: Valletta
- 1998–99: Valletta
- 1999–00: Birkirkara
- 2000–01: Valletta
- 2001–02: Hibernians
- 2002–03: Sliema Wanderers
- 2003–04: Sliema Wanderers
- 2004–05: Sliema Wanderers
- 2005–06: Birkirkara
- 2006–07: Marsaxlokk
- 2007–08: Valletta
- 2008–09: Hibernians
- 2009–10: Birkirkara
- 2010–11: Valletta
- 2011–12: Valletta
- 2012–13: Birkirkara
- 2013–14: Valletta
- 2014–15:

### Naslovi prvakov v številkah
| Naslovov | Klub             |
| -------- | ---------------- |
| 26       | Sliema Wanderers |
| 25       | Floriana         |
| 22       | Valletta         |
| 10       | Hibernians       |
| 7        | Ħamrun Spartans  |
| 4        | Birkirkara       |
| 2        | Rabat Ajax       |
| 1        | Marsaxlokk       |
| 1        | St. George's     |